# Glareola ocularis
La canastera malgache o corredora malgache (Glareola ocularis) es una especie de ave charadriforme de la familia Glareolidae que habita en Madagascar y África oriental. 

## Hábitat y distribución
Su hábitat natural son los humedales estacionales y las praderas inundables, ríos, lagos de agua dulce, pantanos y costas rocosas.
Está amenazada debida a la pérdida de su hábitat, estimándose su población entre 5000 y 10 000 individuos. 
Puede encontrarse en Comoras, Etiopía, Kenia, Mozambique, Somalia, Tanzania y posiblemente en Mauritania y Reunión.